# Vitorla csillagkép
A Vitorla (latin: Vela) egy csillagkép.

## Történet, mitológia

Az egykori Argo Navis részei: a Hajógerinc, a Hajófar, a Tájoló és a Vitorla

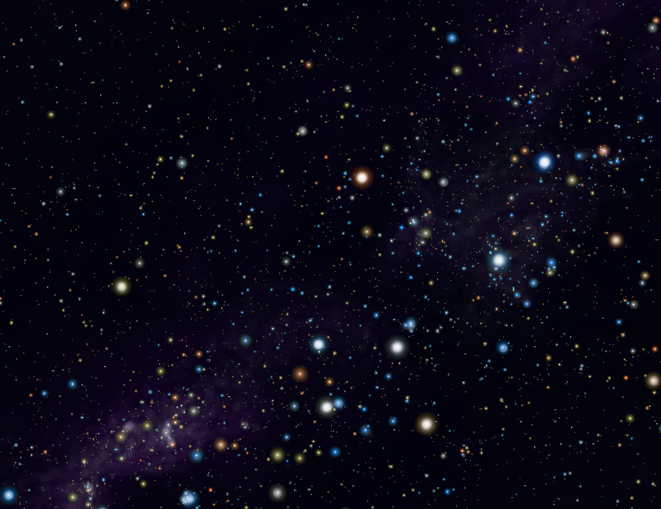
A Vitorla csillagkép

Az ókori görög csillagképet, az Argo Navis-t (argonauták hajója) Nicolas-Louis de Lacaille apát, francia csillagász három részre osztotta: a Hajógerinc csillagképre, a Hajófara csillagképre és a Vitorla csillagképre. (Más forrás a Tájoló csillagképet a hajó negyedik részének tekinti.)

## Látnivalók

### Csillagok
A csillagképnek nincs α és β csillaga, mert egy ősi csillagkép részlete.
- γ 1,2 Velorum: egy másod- és egy negyedrendű csillag alkotja ezt a kettőscsillagot. Fényesebb tagja a γ2Velorum, úgynevezett Wolf–Rayet-csillag (nagyon forró felszínű, gázfelhőket kilökő, nagyon ritka). Két távoli kísérő is észlelhető: egy nyolcad- és egy kilencedrendű csillag.
- δ Velorum: a szoros kettőscsillagot, másod- és hatodrendű komponensek alkotják. A távolsága 63 fényév, a színképosztálya A0. A megfigyeléséhez legalább 100 mm-es nyílású távcső szükséges.
- κ Velorum - Markeb: a δ Velorummal, a ι és az ε Carinae-vel alkotja a Hamis Kereszt-et, amit azért hívnak így, mert összetéveszthető a Dél Keresztje csillagképpel, ezáltal hibákat okozhat a csillagászati navigációban.
- λ Velorum - Alsuhail: a látszólagos fényessége 2,22m, a távolsága 820 fényév. Vörös óriás, a színképtípusa K4.
- μ Velorum: Nap-típusú csillag, a színképe G5, a látszólagos fényessége 2,84m, a távolsága 105 fényév.
- φ Velorum: egy 3,64 és egy 4,2 magnitúdós összetevő alkotja ezt a kettőscsillagot. A két komponens 50 évenként kerüli meg egymást. Mindkét összetevő A7-es színképosztályba tartozik, a Naptól való távolságuk mintegy 50 fényév.
- χ Velorum: 190 fényév távolságra lévő, másodrendű, B3-as színképtípusú csillag. A hőmérséklete mintegy 20 000 K.

### Mélyég objektumok
- IC 2391: nyílthalmaz
- NGC 3132: planetáris köd